# ديف شارما
ديف شارما (بالإنجليزية: Dave Sharma)‏ هو دبلوماسي أسترالي، ولد في 1976 في فانكوفر في كندا.